# العلاقات البولندية القبرصية
العلاقات البولندية القبرصية هي العلاقات الثنائية التي تجمع بين بولندا وقبرص.

## مقارنة بين البلدين
هذه مقارنة عامة ومرجعية للدولتين:
| وجه المقارنة                                              | بولندا                                                                             | قبرص                                                                 |
| --------------------------------------------------------- | ---------------------------------------------------------------------------------- | -------------------------------------------------------------------- |
| المساحة (كم2)                                             | 312.68 ألف                                                                         | 9.24 ألف                                                             |
| عدد السكان (نسمة)                                         | 38.43 مليون                                                                        | 1.14 مليون                                                           |
| الكثافة السكانية (ن./كم²)                                 | 122.91                                                                             | 123.38                                                               |
| العاصمة                                                   | وارسو                                                                              | نيقوسيا                                                              |
| اللغة الرسمية                                             | اللغة البولندية                                                                    | اليونانية الحديثة، اللغة التركية، لغة يونانية                        |
| العملة                                                    | زلوتي بولندي                                                                       | يورو، جنيه قبرصي                                                     |
| الناتج المحلي الإجمالي (بليون دولار)                      | 524.51 مليار                                                                       | 21.65 مليار                                                          |
| الناتج المحلي الإجمالي (تعادل القوة الشرائية) بليون دولار | 1.02 تريليون                                                                       | 26.73 مليار                                                          |
| الناتج المحلي الإجمالي الاسمي للفرد دولار أمريكي          | 12.55 ألف                                                                          | 23.24 ألف                                                            |
| الناتج المحلي الإجمالي للفرد دولار أمريكي                 | 26.14 ألف                                                                          | 30.24 ألف                                                            |
| مؤشر التنمية البشرية                                      | 0.843                                                                              | 0.850                                                                |
| رمز المكالمات الدولي                                      | +48                                                                                | +357                                                                 |
| رمز الإنترنت                                              | .pl                                                                                | .cy                                                                  |
| المنطقة الزمنية                                           | توقيت وسط أوروبا، ت ع م+01:00، ت ع م+02:00، أوروبا/وارسو ‏، توقيت وسط أوروبا الصيفي | ت ع م+02:00، ت ع م+03:00، توقيت شرق أوروبا، توقيت شرق أوروبا الصيفي ‏ |

## مدن متوأمة
في ما يلي قائمة باتفاقيات التوأمة بين مدن بولندية وقبرصية:
- ترتبط خوينا مع Agros, Cyprus [الإنجليزية]‏ باتفاقية توأمة.

## منظمات دولية مشتركة
يشترك البلدان في عضوية مجموعة من المنظمات الدولية، منها:
| علم المنظمة | اسم المنظمة                             | تاريخ انضمام بولندا | تاريخ انضمام قبرص |
| ----------- | --------------------------------------- | ------------------- | ----------------- |
|             | المنظمة الأوروبية لسلامة الملاحة الجوية | 2004                | 1991              |
|             | المنظمة الهيدروغرافية الدولية           | ?                   | ?                 |
|             | منظمة الشرطة الجنائية الدولية           | ?                   | ?                 |
|             | الاتحاد البريدي العالمي                 | 1 مايو 1919         | ?                 |
|             | منظمة التجارة العالمية                  | 1 يوليو 1995        | ?                 |
|             | الفريق المعني برصد الأرض                | ?                   | ?                 |
|             | مجموعة الموردين النوويين                | ?                   | ?                 |
|             | مؤسسة التنمية الدولية                   | 28 أكتوبر 1960      | 2 مارس 1962       |
|             | منظمة الأمن والتعاون في أوروبا          | 25 يونيو 1973       | 25 يونيو 1973     |
|             | مؤسسة التمويل الدولية                   | 29 ديسمبر 1987      | 2 مارس 1962       |
|             | مجلس أوروبا                             | 26 نوفمبر 1991      | ?                 |
|             | منظمة حظر الأسلحة الكيميائية            | ?                   | ?                 |
|             | الأمم المتحدة                           | 24 أكتوبر 1945      | 20 سبتمبر 1960    |
|             | الاتحاد الدولي للاتصالات                | 1921                | 24 أبريل 1961     |
|             | الاتحاد الأوروبي                        | 1 مايو 2004         | 1 مايو 2004       |
|             | البنك الدولي للإنشاء والتعمير           | 27 يونيو 1986       | 21 ديسمبر 1961    |
|             | مجموعة أستراليا                         | 1994                | 2000              |
|             | وكالة ضمان الاستثمار متعدد الأطراف      | 29 يونيو 1990       | 12 أبريل 1988     |
|             | يونسكو                                  | 6 نوفمبر 1946       | 6 فبراير 1961     |

## وصلات خارجية
- موقع وزارة الخارجية البولندية
- موقع وزارة الخارجية القبرصية